# Moto Guzzi Astore

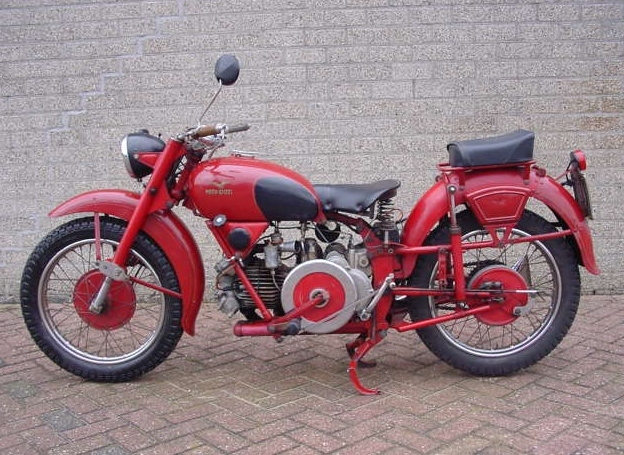
Moto Guzzi Astore (1952)

Die Moto Guzzi Astore ist ein von 1949 bis 1953 gebautes Motorrad des italienischen Herstellers Moto Guzzi. „Astore“ bedeutet im Deutschen „Habicht“.

## Geschichte
1949 wurde die Astore als Nachfolger der G.T.V. vorgestellt. Von dieser unterschied sie sich durch einen Zylinder und Zylinderkopf aus Leichtmetall.
1950 wurde der Astore das Sportmodell Falcone zur Seite gestellt. Ende 1952 erhielt auch die Astore den größeren Tank der Falcone und wurde schließlich 1953 durch das Modell Falcone Turismo ersetzt.

## Technik
Motor und Antrieb
Die Astore hat einen fahrtwindgekühlten Einzylinder-Viertaktmotor mit liegendem Zylinder. Auf dem linken Stumpf der zweifach gelagerten Kurbelwelle befindet sich ein glattflächiges Schwungrad, das außerhalb des Gehäuses läuft. Ein dahinter angebrachtes Stirnrad treibt den Korb der auf der Getriebeeingangswelle montierten Mehrscheiben-Ölbadkupplung an. Das schrägverzahnte Vierganggetriebe ist mit einer Schaltwippe an der rechten Motorseite zu schalten; der erste Gang liegt (im Unterschied zur Falcone) unten. Die Schaltwippe ist durch eine Koppelstange mit dem Vorwähler des Getriebes verbunden. Das Hinterrad wird vom Getriebe durch eine Rollenkette angetrieben.
Die beiden hängenden Ventile sind über Stoßstangen und Kipphebel von der unten liegenden Nockenwelle angesteuert. Zum Abstellen des Motors werden die Stoßstangen über einen Ventilausheber nach vorne gedrückt, sodass beide Ventile öffnen. Der Magnetzünder wird durch ein Stirnradgetriebe auf der rechten Motorseite angetrieben. Der Zündzeitpunkt wurde von Hand verstellt, ab Ende 1952 gab es – parallel zur Falcone – eine automatische Zündverstellung.
Die Gemischaufbereitung übernimmt ein Flachstromvergaser mit Rundschieber und 27 mm Ansaugdurchmesser (ohne Luftfilter). Das verchromte Auspuffrohr ist an der rechten Maschinenseite nach hinten gezogen und hat einen Schalldämpfer in Zigarrenform. Es endet in einem Schwalbenschwanz.
Rahmen und Fahrwerk
Die Astore hat einen Doppelschleifen-Stahlrohrrahmen mit Heckausleger. Die Hinterradschwinge hat eine Cantileverfederung mit am hinteren Schutzblech abgestützten Teleskopdämpfern. Die Federn liegen unter dem Motor. Das Vorderrad wird in einer Upside-Down-Gabel geführt.
Tanks
Der Benzintank fasst 13,5 Liter, der darunter liegende Öltank 3 Liter. Der Öltank ist durch verchromte Kupferleitungen mit dem Zylinderkopf und der Ölpumpe im Trockensumpf des Motors verbunden. Ende 1952 erhielt die Astore den Benzintank der Falcone mit 17,5 Litern Fassungsvermögen.
Räder und Bremsen
Das Modell hat vorn und hinten 19-Zoll-Drahtspeichenräder. In beide sind Halbnaben-Trommelbremsen eingebaut. Die hintere Bremse wird über einen Fußhebel an der linken Motorseite und ein Gestänge betätigt, wobei dies mit dem Hacken geschieht. Die Vorderradbremse wird mit einem Handhebel am Lenker und einem Seilzug betätigt.
Werkstoffe
Das Motor-/Getriebegehäuse, der Zylinder und der Zylinderkopf sind aus Leichtmetallguss. Rahmen, Hinterradschwinge, Vorderradgabel, Tanks und Schutzbleche sind aus Stahlblech.
Lackierung, Oberflächenbehandlung und Embleme
Alle zivilen Astore-Modelle sind – mit Ausnahme der Aluminiumteile – in feuerrot (ähnlich RAL 3000) lackiert. Bis 1952 waren Benzin- und Öltank verchromt und teillackiert. Der Benzintank hat seitliche Kniekissen aus Gummi. Ab 1952 wurden die bis dahin verchromten Bereich der Tanks schwarz lackiert, andere verchromte Teile cadmiert oder brüniert. Grund hierfür war die damalige Verknappung und Verteuerung von Chrom auf dem Weltmarkt. Bei dieser Lackierung blieb es auch, als der größere Tank der Falcone eingebaut wurde. Alle Modelle haben an Tank, Schutzblechen und Werkzeugbehältern goldfarbene und schwarze Linierungen.
An den Tankseiten der Maschinen finden sich goldfarbene Moto-Guzzi-Embleme als Abziehbilder.

## Technische Daten
| Astore                | Astore                                                                                        |
| --------------------- | --------------------------------------------------------------------------------------------- |
| Baujahre              | 1949–1953                                                                                     |
| Motor                 | fahrtwindgekühlter Einzylinder-Viertaktmotor, Kickstarter                                     |
| Ventilsteuerung       | OHV-Ventilsteuerung, über Stoßstangen und Kipphebel von unten liegender Nockenwelle gesteuert |
| Bohrung × Hub         | 88 × 82 mm                                                                                    |
| Hubraum               | 498,4 cm³                                                                                     |
| Verdichtung           | 5,5 : 1                                                                                       |
| Nennleistung          | 18,9 PS (13,9 kW) bei 4300/min                                                                |
| Gemischaufbereitung   | Flachstromvergaser mit Rundschieber, 27 mm Ansaugdurchmesser                                  |
| Motorschmierung       | Trockensumpfschmierung                                                                        |
| Zündung               | Magnetzündung, ab Ende 1952 mit automatischer Zündverstellung                                 |
| Kupplung              | Mehrscheibenkupplung im Ölbad                                                                 |
| Getriebe              | 4-Gang-Getriebe                                                                               |
| Endantrieb            | Rollenkette                                                                                   |
| Rahmen                | Doppelschleifen-Rohrrahmen                                                                    |
| Maße (L × B × H)      | 2260 × 760 × 960 mm                                                                           |
| Radstand              | 1475 mm                                                                                       |
| Radaufhängung vorn    | Upside-down-Teleskopgabel                                                                     |
| Radaufhängung hinten  | Langschwinge mit Cantileverfederung                                                           |
| Bereifung vorn        | 3,50–19″                                                                                      |
| Bereifung hinten      | 3,50–19″                                                                                      |
| Bremse vorn           | Innenbacken-Trommelbremse (Halbnabe), ø 200 mm, handbetätigt                                  |
| Bremse hinten         | Innenbacken-Trommelbremse (Halbnabe), ø 200 mm, fußbetätigt                                   |
| Leergewicht           | 180 kg                                                                                        |
| Höchstgeschwindigkeit | 120 km/h                                                                                      |
| Kraftstoffverbrauch   | ca. 4,5 l / 100 km                                                                            |

Quelle: 